# Sydney Penny
Sydney Penny (polno ime Sydney Margaret Penny), ameriška televizijska igralka, * 7. avgust 1971, Nashville, Tennessee, ZDA.
Sydney Penny je ameriška igralka, ki je znana po številnih vlogah v filmih in na televiziji, vključno z upodobitvijo Julie Santos Keefer v limonadnici All My Children in Samanthe ''Sam'' Kelly v CBS-ovi limonadnici The Bold and the Beautiful. Igrala je tudi v seriji televizije WB iz leta 1998 Hyperion Bay. Kot najstnica je leta 1985 nastopila v filmu Clinta Eastwooda Pale Rider, pri 10-ih letih pa je odigrala mlado Meggie v priljubljeni televizijski miniseriji Pesem ptic trnovk.

## Življenje in kariera
Rodila se je 7. avgusta 1971 v Tennesseeju in odraščala v Chatsworthu v Kaliforniji z očetom Hankom, nekdanjim vodjo skupine Western Swing in komikom ter mamo Shari. Njen 16 let starejši polbrat je glasbeni producent Greg Penny. Med njeno zgodnje igralsko nastopanje spada vloga mlade Meggie v miniseriji Pesem ptic trnovk, ko je bila stara komaj 11 let. Pojavila se je tudi kot Dani v seriji The New Gidget in kot z golobi obsedena mladostnica v epizodi policijske serije T. J. Hooker. Pri 13-ih letih je igrala Megan Wheeler v vesternu Pale Rider Clinta Eastwooda, ki je izšel 26. junija 1985. Za to vlogo je prejela nagrado Young Artist Award na 7. podelitvi teh nagrad decembra 1985.
Leta 1981 je posodila svoj glas Lucy Van Pelt v risanki It's Magic, Charlie Brown.
Igrala je tudi vlogo Bernardke Lurške v dveh francoskih filmih, Bernadette in La Passion de Bernadette.
Med letoma 1993 in 1996 je igrala Julio Santos Keefer v limonadnici All My Children. Nato se je med letoma 1997 in 2002 pojavljala le občasno. Ponovno se je vrnila v šov leta 2005 in ostala do leta 2008, ko je njen lik umrl.
Pennyjeva se je pojavila tudi v serijah Santa Barbara kot B. J. Walker med letoma 1992 in 1993, Sunset Beach kot Meg Cummings (kot zamenjava Susan Ward leta 1999), Beverly Hills, 90210 in Hyperion Bay kot Jennifer.
Avgusta 2003 so jo izbrali za vlogo Samanthe Kelly v seriji The Bold and the Beautiful. Lik se ni dobro prijel in že konec leta 2004 se je začela počasi poslavljati, nazadnje je v tej vlogi nastopila 26. aprila 2005. Nekaj mesecev pozneje se je vrnila v limonadnico All My Children in ostala tam naslednja tri leta.

## Filmografija

### Filmi
| Leto | Film                                   | Vloga               | Opombe                     |
| ---- | -------------------------------------- | ------------------- | -------------------------- |
| 1985 | Pale Rider                             | Megan Wheeler       | /                          |
| 1986 | Hyper Sapien: People from Another Star | Robyn               | /                          |
| 1988 | Bernadette                             | Bernardka Lurška    | film v francoščini         |
| 1988 | La Ciociara                            | Rosetta             | produkcija Cinema of Italy |
| 1990 | La Passion de Bernadette               | Bernardka Lurška    | film v francoščini         |
| 1990 | In the Eye of the Snake                | Malika              | /                          |
| 1998 | Enchanted                              | Natalie Ross        | /                          |
| 1998 | The Pawn                               | Megan               | /                          |
| 2012 | Little Red Wagon                       | Ashley Lagare       | /                          |
| 2012 | Ambush at Dark Canyon                  | Madeleine Donovan   | /                          |
| 2013 | The Perfect Summer                     | Alyssa              | /                          |
| 2013 | Heart of the Country                   | Candace             | /                          |
| 2016 | Heritage Falls                         | Heather Fitzpatrick | /                          |
| 2017 | Mountain Top                           | Judge Coberg        | /                          |

### Televizija
| Leto      | Naslov                            | Vloga                    | Opombe                                 |
| --------- | --------------------------------- | ------------------------ | -------------------------------------- |
| 1981      | It's Magic, Charlie Brown         | Lucy Van Pelt            | televizijska risanka, posodila glas    |
| 1982      | Fame                              | Susan Marshall           | gostujoča vloga                        |
| 1982      | The Capture of Grizzly Adams      | Peg Adams                | televizijski film                      |
| 1983      | Pesem ptic trnovk                 | Meggie Cleary kot otrok  | miniserija                             |
| 1983      | T. J. Hooker                      | Katie Coats              | /                                      |
| 1984      | Silver Spoons                     | Billie                   | /                                      |
| 1985      | The Fourth Wise Man               | Shameir                  | televizijski film                      |
| 1985      | News at Eleven                    | Melissa Kenley           | televizijski film                      |
| 1986      | The Twilight Zone                 | Mary Miletti             | epizoda Grace Note                     |
| 1986–1987 | The New Gidget                    | Dani                     | /                                      |
| 1991      | Child of Darkness, Child of Light | Margaret Gallagher       | televizijski film                      |
| 1992–1993 | Santa Barbara                     | B. J. Walker             | /                                      |
| 1993–2008 | All My Children                   | Julia Santos Keefer      | /                                      |
| 1996      | Hearts Adrift                     | Maxine ''Max'' Deerfield | televizijski film                      |
| 1998–1999 | Hyperion Bay                      | Jennifer Worth           | glavna vloga                           |
| 1999      | Sunset Beach                      | Meg Cummings             | začasna zamenjava                      |
| 2000      | Beverly Hills, 90210              | Josie Oliver             | /                                      |
| 2001–2003 | Largo Winch                       | Joy Arden                | /                                      |
| 2003–2005 | The Bold and the Beautiful        | Samantha Kelly           | /                                      |
| 2006      | Hidden Places                     | Eliza Monteclaire Wyatt  | televizijski film                      |
| 2010      | The Wish List                     | Chloe                    | televizijski film, produkcija Hallmark |
| 2011      | Days of Our Lives                 | dr. Liv Norman           | /                                      |
| 2011      | Drop Dead Diva                    | direktorica firme        | sezona 3, epizoda 6                    |
| 2012      | The Wife He Met Online            | Georgia                  | televizijski film                      |
| 2014–2015 | Pretty Little Liars               | Leona Vanderwaal         | /                                      |
| 2015      | Killer Crush                      | Gaby                     | televizijski film                      |